# Маседу-де-Кавалейруш (парафія)
Маседу-де-Кавалейруш (порт. Macedo de Cavaleiros; МФА: [mɐ.ˈse.du dɨ kɐ.vɐ.ˈɫɐj.ɾuʃ]) — парафія в Португалії, у муніципалітеті Маседу-де-Кавалейруш. Розташована в північно-східній частині країни, на теренах історичної португальської провінції Трансмонтана. Входить до складу округу Браганса. За адміністративним поділом, чинним до 1976 року, терени парафії були складовою провінції Трансмонтана і Верхнє Дору. Належить до Брагансько-Мірандської діоцезії Католицької церкви. Патрон — святий Петро. Площа — 14,9113 км². Населення — 6257 ос. (2011). Слабо урбанізований регіон. Густота населення — 419,61 осіб/км²
. Код — 040520.

## Населення
| Кількість мешканців | Кількість мешканців | Кількість мешканців | Кількість мешканців | Кількість мешканців | Кількість мешканців | Кількість мешканців | Кількість мешканців | Кількість мешканців | Кількість мешканців | Кількість мешканців | Кількість мешканців | Кількість мешканців | Кількість мешканців | Кількість мешканців |
| ------------------- | ------------------- | ------------------- | ------------------- | ------------------- | ------------------- | ------------------- | ------------------- | ------------------- | ------------------- | ------------------- | ------------------- | ------------------- | ------------------- | ------------------- |
| 1864                | 1878                | 1890                | 1900                | 1911                | 1920                | 1930                | 1940                | 1950                | 1960                | 1970                | 1981                | 1991                | 2001                | 2011                |
| 727                 | 1 054               | 1 234               | 1 126               | 1 780               | 1 605               | 1 914               | 2 314               | 2 706               | 3 167               | 3 241               | 4 373               | 4 895               | 6 087               | 6 257               |